# Russell Crossing (Maine)
Russell Crossing es un área no incorporada ubicada en el condado de Aroostook en el estado estadounidense de Maine.

## Geografía
Russell Crossing se encuentra ubicada en las coordenadas 46°39′21″N 68°43′58″O / 46.65583, -68.73278.